# Atropoides occiduus
Espèce
Synonymes
- Bothrops affinis Bocourt, 1868
- Bothrops nummifer occiduus Hoge, 1966

Statut de conservation UICN

 LC  : Préoccupation mineure
Atropoides occiduus est une espèce de serpents de la famille des Viperidae.

## Répartition
Cette espèce est endémique de l'Équateur.

## Description
C'est un serpent venimeux.

## Publications originales
- Bocourt, 1868 : Descriptions de quelques crotaliens nouveaux appartenant au genre Bothrops, recueillis dans le Guatémala. Annales Des Sciences Naturelles, Paris, ser. 5, vol. 10, p. 201-202 (texte intégral).
- Hoge, 1966 "1965" : Preliminary account on Neotropical Crotalinae (Serpentes: Viperidae). Memorias do Instituto de Butantan, vol. 32, p. 109-184.